# Medmassa pusilla
Medmassa pusilla är en spindelart som beskrevs av Simon 1896. Medmassa pusilla ingår i släktet Medmassa och familjen flinkspindlar.
Artens utbredningsområde är Nya Kaledonien. Inga underarter finns listade i Catalogue of Life.